# Vlado Štancel
Vladimír Štancel, známý jako Vlado Štancel (3. září 1964 Bratislava – 10. listopadu 2016) byl český televizní publicista a moderátor, scenárista a divadelník.

## Život

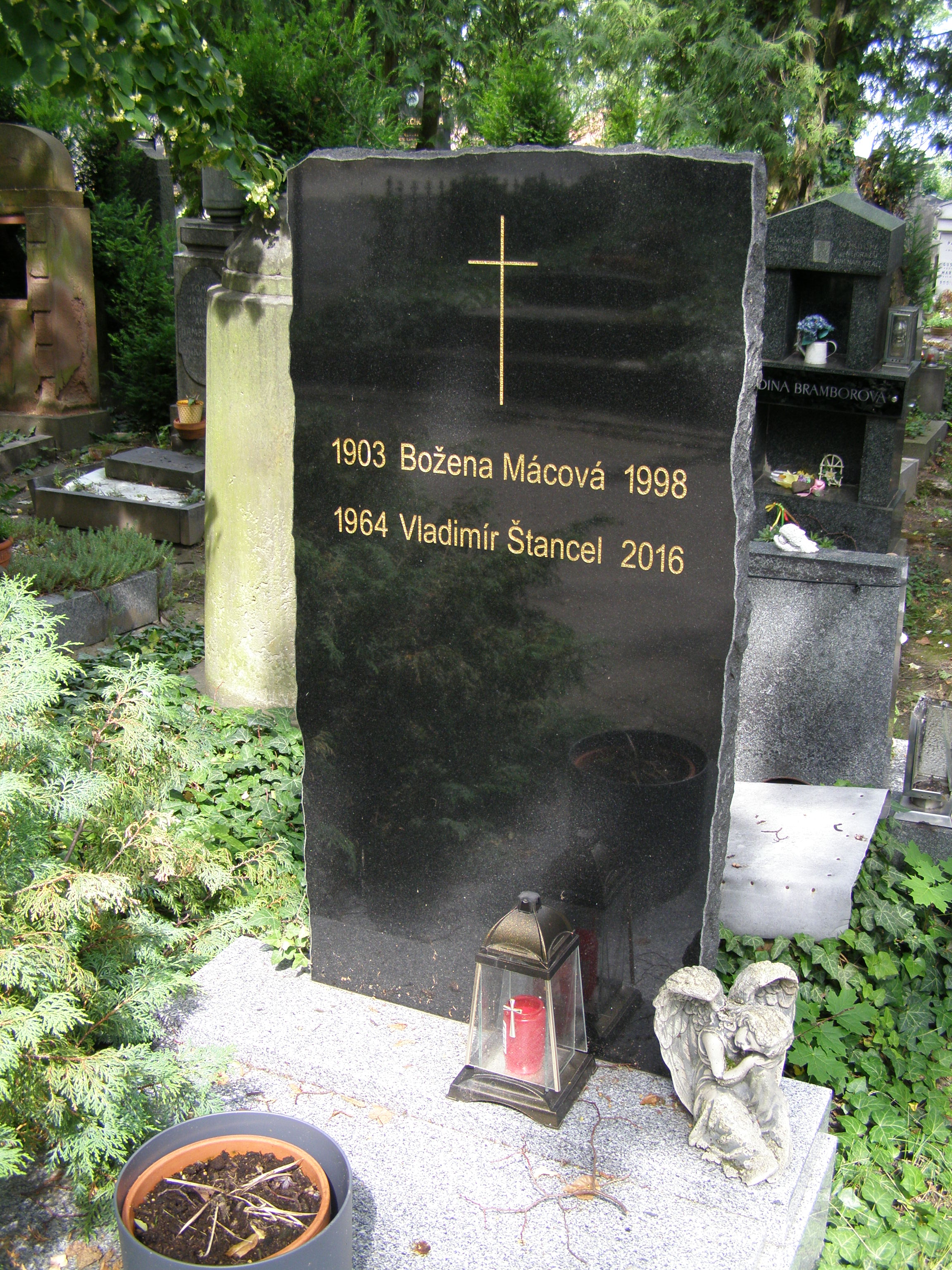
Hrob na hřbitově Malvazinky v Praze

Narodil se v Bratislavě. Vystudoval vojenské gymnázium v Moravské Třebové a loutkoherectví na pražské AMU, absolvoval v roce 1990. Spolupracoval s Miloslavem Šimkem a od roku 1992 s divadlem Minor, v letech 1997 až 1999 byl jeho uměleckým šéfem. Pro tamní soubor také napsal nebo režíroval několik inscenací. O návrat do čela divadla Minor usiloval neúspěšně v roce 2015, kdy výběrové řízení vyhrál dosavadní ředitel Zdeněk Pecháček.
S televizí začal spolupracovat v roce 1990, o čtyři roky později začal natáčet pro Českou televizi reportáže pro pořad Černé ovce (původně Černé ovce, sem tam bílá) a dále magazín Testoviny, později včleněného do Černých ovcí. Svým svérázným přístupem k tvorbě vtiskl svým reportážím nezaměnitelný charakter, což potvrdil i po jeho nečekaném úmrtí dramaturg pořadu Černé ovce Jan Chaloupecký: „Ztrácíme kolegu, kterého nebudeme umět nahradit. Od dnešního dne už budou Černé ovce navždy jiné.“ Od roku 2014 natáčel reportáže také pro magazín Gejzír.
V roce 2006 napsal scénář k filmu Mezi námi přáteli, který také sám režíroval a hrál v něm. Stejně všechny tři úlohy vyplnil i při tvorbě filmu Rekvalifikace (2011). Režíroval i film na vlastní scénář Pamětnice (2009). Kritika jeho filmy přijímala negativně.
Uznávanější byl jako scenárista televizní hrané tvorby. Napsal například scénáře k pohádce Peklem s čertem (2002), několika povídkám z cyklu 3 plus 1 s Miroslavem Donutilem nebo k inscenaci Podle vlastních zásad do cyklu Nadměrné maličkosti (2004).
Vystupoval také v televizním cyklu Česká soda, zároveň se autorsky podílel i na jeho tvorbě.
Napsal několik knih, např. satiricko-humoristický román Ze života občanské společnosti a Žerty stranou. S manželkou Zuzanou spolupracoval při tvorbě kreslených vtipů a karikatur, vystavovaných mj. v květnu 2015 v Domě národnostních menšin.
Byl pedagogem na Katedře mediální tvorby Literární akademie.
Zemřel náhle roku 2016 ve věku 52 let a byl pohřben na hřbitově Malvazinky.